# 西戎

四夷の名称

西戎（せいじゅう）あるいは戎（じゅう）および犬戎、戌戎（けんじゅう）は、四夷の一つ。殷代は西夷と称されていたが、周代に西戎と改称された。
太古の先秦時代、西戎は黄河文明上流西側の諸民族を指し、華夏族の起源の一つである。秦以降、中国西部に住んでいた遊牧民族で、たびたび中国の歴代王朝に侵入して略奪を行ったことから、西戎という言葉に蔑んだ意味合いを込めている。

## 概要
かつては周の文王の討伐を受けたことがある。後に文王の太子である武王と盟約を結んで共に商を滅ぼした諸侯国の一つである羌、ほかには葷粥（）や氐（）、密須（）などが含まれた。
周代には現在の陝西省・四川省から甘粛省・チベット自治区の付近にいた。周の十二代王幽王は暴政を布いたので諸侯の恨みを買い、諸侯の一人申公の誘いを受けた犬戎（）は紀元前770年に周の首都鎬京を陥落させて西周時代の終わりを告げた。これ以降は春秋時代に入る。
周が追われた地に秦が封ぜられた。秦の穆公は度々戎を討って覇者となった。その後も何度か秦と衝突し、最後には秦に吸収され、一部は匈奴に吸収された。民族や種族としては、南北で分かれる傾向があるもの北はテュルク系、南はチベット族やチベット人の祖とされる彝族とみられている。
周の祖である后稷の母である姜嫄の「姜」は「羌」と同じで、西方の遊牧民を意味する。古公亶父は、戎・狄に攻められて岐山の下に移り、はじめて戎・狄風の生活形態である遊牧を改め、都市を建設し、北方狩猟民出身の殷を倒して取って代わった周が、西方遊牧民出身であることは明白である。
中国戦国時代の儒学者である孟子は『孟子』において、「舜は諸馮に生まれて負夏に移り、鳴條で亡くなった東夷の人である。文王は岐周に生まれ、畢郢に死した西夷の人だ」として、舜は「東夷」の人、周の文王は「西夷」の人であると述べている。